# Джебель-Ахдар (Лівія)
Джебель-Ахдар (араб. الجبل الأخضر Арабська вимова: [ald͡ʒabal alʔaxdˤar], італ. Gebel el-Achdar — Зелена гора) — лісиста, родюча гірська область в східній частині Лівії. Розташована в сучасному районі Аль-Джабаль аль Ахдар. Регіон є одним з дуже небагатьох лісових районів Лівії, однієї з найменш лісистих країн на Землі.
Джебель-Ахдар складається з гірського плато (висоти до 500 м), яке крають кілька долин. Розташовано на північ від Бенгазі і на південь від Дарна. Це найвологіший терен Лівії, отримує близько 600 мм опадів на рік. Терен має великі ліси, тут збирають багатий врожай картоплі і зернових.
Стародавня грецька колонія Кирена знаходиться в долині в Джебель-Ахдар.
Лівійський лідер Омар Мухтар використовував цей лісистий гірський регіон за для протидії італійський військовій окупації Лівії понад двадцять років, тут він організував і розробив стратегії для лівійського опору проти італійської колонізації.